# Henri Gagnon (syndicaliste)
Pour les articles homonymes, voir Henri Gagnon et Gagnon.
 (octobre 2010).
Si vous disposez d'ouvrages ou d'articles de référence ou si vous connaissez des sites web de qualité traitant du thème abordé ici, merci de compléter l'article en donnant les références utiles à sa vérifiabilité et en les liant à la section « Notes et références ».
Henri Gagnon (1913-1989), homme politique, syndicaliste et militant communiste canadien (québécois). Après huit années d'études, il quitte l'école pour devenir apprenti-électricien.

## Biographie
Au début des années 1930, dans le cadre du plan Vautrin du gouvernement provincial, il tente de s'établir comme colon en Abitibi. Il y séjourne six mois puis revient à Montréal où il commence à militer pour le Parti communiste. De 1936 à 1937, il met en place à Montréal, la Ve Section du Parti communiste. De 1937 à 1941, il préside les activités de la Fédération des jeunes travailleurs tout en étant responsable de l'organisation de la Ligue des jeunesses communistes de 1938 à 1941.
En 1942, il s'enrôle volontairement dans l'armée canadienne et à son retour, organise et préside le travail de la Ligue des vétérans sans logis de 1946 à 1947. En 1947, des divergences d'opinions au sein du Parti communiste devenu le Parti ouvrier-progressiste entraînent l'expulsion de plusieurs membres francophones dont Henri Gagnon. En 1948, le groupe Gagnon fonde la Ligue d'action ouvrière, la Ligue pour la paix et la démocratie puis en 1949, le Parti communiste du Canada français. Entre 1950 et 1960, Henri Gagnon assure la direction de l'Université ouvrière de Montréal. En 1951, il lance L'Unité, publication du signée par le Groupe de l'unité ouvrière et en 1956, il réintègre le Parti ouvrier-progressiste pour quelques mois.
Au début des années 1960, il participe à l'organisation du Nouveau Parti démocratique du Québec et plus tard, du Parti socialiste du Québec dont il sera le vice-président en 1968. Parallèlement, Henri Gagnon s'implique activement dans l'organisation syndicale des électriciens.
En 1968, il est nommé président du local 568 de la Fraternité internationale des ouvriers de l'électricité et, peu après, vice-président du Conseil du travail de Montréal.
En 1973, il met sur pied un groupe de travail sous le nom de « l'Homme et son milieu ». À travers ce groupe, il rejoint et réuni des étudiants, des syndiqués, des travailleurs de toutes classes et catégories confondues, des hommes d'affaires et de science, des praticiens autant que des intellectuels dans des sessions au cours desquelles il confronte, oblige à la réflexion, partage ses écrits, échanges sur les réalités. Il anime ainsi de multiples activités permettant un partage collectif du savoir et de la connaissance des réalités nouvelles créées de par les technologies nouvelles qui chambardent une société en pleine transformation. il devient ainsi l'auteur de nombreuses publications. À travers ce groupe de recherche il poursuit une œuvre d'éducation populaire en publiant de nombreux livres et contribue à éclairer l'histoire politique et syndicale du Québec. Il fut un ardent défenseur de la souveraineté du Québec.

## Publications
- C'est quoi l'état 1972
- Crise syndicale 1973
- Le Racket des fonds de pension 1974
- L'entre deux révolutions 1976
- La confédération y'a rien là 1977 Édition Parti Pris
- Fermetures d'usines ou bien libération nationale 1979
- Crise de l'état 1980
- Les PME a l'agonie 1982
- Les militants socialistes 1985
- La grande passe 1987
- Les dinosaures du XXe siècle 1990